# 億
億（おく）は漢字文化圏における数の単位の一つ。現在の日本・中国・朝鮮ではいずれも 108 を表す。

## 億の定義
当初は、10倍ごとに位取りの名称を定める「下数」が行われていたので、一・十・百・千・万・億で「億」は 105 となる。しかし漢代にはすでに 108 を億とすることが一般に行われており、『漢書』律暦志には「一億三千四百八萬二千二百九十七」のような数が見える。
億は「上数」でも「中数」の万万進・万進でも同様に 108 となる。
ベトナム語の億（ức）は下数によって 105 を意味する。108 は「một trăm triệu」（文字通りには一百兆、兆は百万にあたる）という。
億の位および前後の位の命数は以下のようになる。
| 下数 | 下数 | 万進（現在） | 万進（現在） | 万万進・上数 | 万万進・上数 |
| ---- | ---- | ------------ | ------------ | ------------ | ------------ |
| 104  | 万   | 104          | 一万         | 104          | 一万         |
| 105  | 億   | -            | -            | -            | -            |
| 106  | 兆   | 107          | 千万         | 107          | 千万         |
| -    | -    | 108          | 一億         | 108          | 一億         |
| -    | -    | 109          | 十億         | 109          | 十億         |
| -    | -    | 10           | 百億         | 10           | 百億         |
| -    | -    | 1011         | 千億         | 1011         | 千億         |
| -    | -    | 1012         | 一兆         | 1012         | 一万億       |
| -    | -    | -            | -            | 1013         | 十万億       |
| -    | -    | -            | -            | 1014         | 百万億       |
| -    | -    | -            | -            | 1015         | 千万億       |
| -    | -    | -            | -            | 1016         | 一兆         |

## 漢字
漢字の「億」は音符の「意」と意符の「人」を合わせた形声文字である。「億」は漢の時代に作られた文字で、それ以前は「意」または「𠶷」が使われていた。

## 漢訳仏典の億
漢訳仏典では「億」はいくつかの異なった値として使用される。十万（105、洛叉）を億とする下数の用法があり、また千万（107、サンスクリットのコーティ（koṭi、倶胝〈くてい〉）の訳語として使われる場合もある。後者の意味で億が使われた例として、『華厳経』光明覚品で三千大千世界に百億の閻浮提ほかがあるというのは、今でいう十億（109）を意味する。